# Venus Awards 2004
Die Venus Awards 2004 waren die achte Verleihung des deutschen Pornofilmpreises Venus Award. Sie fand in Berlin im Rahmen der Erotikmesse Venus Berlin statt.

## Preisträger
- Best Cover (Germany) – Der Club des anspruchsvollen Herrn (Videorama)[1]
- Best Newcomer Label (Germany) – Bad Ass (Playhouse)[1]
- Best Newcomer Company (Germany) – EVS[1]
- Best Gay Director (International) – Marcel Bruckmann[1]
- Best Gay Movie (International) – Sex Around the Clock (S.E.V.P.)[1]
- Print Reports Italy, UK and Germany (Jury-Award) – Hot News/ETO/Medien E-Line[1]
- Special Product Campaign Germany (Jury-Award) – Testosteron Power-Pack No.1 (No Limit)[1]
- Special Marketing Campaign Germany (Jury-Award) – www.missbusty.de (VNM)[1]
- Special Video Production (Jury-Award) – German Goo Girls (John Thompson Productions)[1]
- Special Video Series (Jury-Award) – Arschparade (MMV)[1]
- TOP Erotic TV Show (Jury-Award) – Lust Pur Mit Conny Dax (Beate Uhse TV)[1]
- Special Internet Site (Jury-Award) – www.ueber18.de[1]
- Special Eastern Europe Award (Jury-Award) – Ference Hopka[1]
- Special German Company (Jury-Award) – Muschi Video[1]
- Successful Video Series Germany (Jury-Award) – Mutzenbacher (Herzog Video)[1]
- Best DVD Product (Germany) – Millionaire (Private Media Group)[1]
- Best Camera (Germany) – Nils Molitor[1]
- Best Video Series (Germany) – H D S S S G (DBM)[1]
- Best Soft Movie (Germany) – Bettenwechsel in Dänemark (Orion Versand)[1]
- Best Actress (Hungary) – Nikky Blond[1]
- Best Gonzo Movie/Series (International) – Apprentass (Playhouse)[1]
- Best B2C Website (International) – www.FunDorado.com  (Orion Versand)[1]
- Best Internet Presence (International) – www.DejanProduction.de[1]
- Best Director (Italy) – Mario Salieri – Penocchio (Goldlight)[1]
- Best New Starlet Female (France) – Priscila Sol[1]
- Special Award Benelux (Jury-Award) – SEXY (Shots Video)[1]
- Best Company Spain (Jury-Award) – IFG[1]
- Special Europe Video Series (Jury-Award) – Anabolic (Anabolic Video)[1]
- International Actress (Jury-Award) – Katja Kassin[1]
- Best Movie (USA) – Compulsion (Elegant Angel)[1]
- Best Director (USA) – Robby D. – Jack’s Playground (Digital Playground)[1]
- Best Movie (France) – Parfum du Desir (Video Marc Dorcel)[1]
- Best Movie (Italy) – Life (Pink O)[1]
- Best New Starlet Female (Europe) – Cristina Bella[1]
- Best Actor (Europe) – Nacho Vidal[1]
- Best Video Series (Europe) – Rocco's Sexy Girls (MMV)[1]
- Best Website (Germany) – www.dolly-buster.de (DBM)[1]
- Distribution Company of the Year (Germany) – VPS Film-Entertainment[1]
- Best Director (Germany) – Harry S. Morgan[1]
- Best Actor (Germany) – Markus Waxenegger[1]
- Best New Starlet Female (Germany) – Janine LaTeen[1]
- Best New Starlet Female (Germany) – Vivian Schmitt[1]
- Top Toy Product Line (Jury-Award) – Silvia Saint Toy Line (Orion)[1]
- A.o.P. (Jury-Award) – Steve Holmes[1]
- Successful Video Series Europe (Jury-Award) – Lexington (VNM)[1]
- Best Actress (USA) – Jesse Jane[1]
- Company of the Year (Germany) – Multi Media Verlag[1]
- Best Movie (Germany) – Penocchio (Goldlight)[1]
- Best Actress (Germany) – Tyra Misoux[1]
- Best Movie (Europe) – Millionaire (Private Media Group)[1]
- Best Director (Europe) – Kovi[1]
- Best Actress (Europe) – Katsuni[1]
- Special Actress (Jury-Award) – Monique Covet[1]
- Honorary Award (International) – Berth Milton[1]